# 津山紘一
津山 紘一（つやま こういち、1944年8月1日 - 2020年12月27日）は、日本の作家。

## 人物・来歴
1944年、福岡県若松市（現北九州市）生まれ。1968年、日本大学芸術学部映画学科卒業。卒業後、テレビCFプロダクションにカメラマンとして入社。
1971年、退職して渡欧。イギリスを皮切りに東ドイツ、デンマーク、ポーランドなどを転々とする放浪の旅をする。
1974年に帰国し、屋根葺き職人として生計を立てるかたわら執筆活動を開始。
1976年、SF作家筒井康隆も選考委員をつとめる第2回「問題小説」新人賞を『13』で受賞、本格的なブラックユーモアの書き手として注目される。
デビュー作である『プルシャンブルーの奇妙な黄昏 津山紘一第一創作集』には帯文に筒井康隆が推薦のことばを寄せている。
1970年代後半から1980年代半ばにかけてショートショート、短編小説を主体に作家活動をおこなった。

## 著書
- 『プルシャンブルーの奇妙な黄昏 津山紘一第一創作集』（徳間書店） 1979.2
- 『プレイボーイスパイ城京助の華麗なる大冒険』（集英社） 1979.12
- 『時のない国 その他の国』（集英社） 1980.8
- 『丘の家のノン』（さべあのま絵、CBS・ソニー出版） 1981.12
- 『架空の街の物語 SFハードメルヘン』 (集英社文庫、コバルト・シリーズ） 1981.2
- 『ハンブルク物語』（徳間書店） 1982.3
- 『人騒がせな死体たち』（集英社） 1982.7
- 『屋根屋狂躁曲』（集英社） 1983.1
- 『宇宙料理店 特選・おいしそSF短編集』（集英社文庫、コバルトシリーズ） 1983.10
- 『ABC大辞典』（徳間書店） 1984.2
- 『樅の木の物語 クリスマス・ファンタジー』（集英社文庫、コバルトシリーズ） 1985.11

### 短編
- 「恋するコンピュー太」（草土文化社、ジュニアSF選2『呪われた翼』に収載） 1987.9　ISBN 4794503024

## 翻訳
- 『虹伝説』（ウル・デ・リコ、小学館） 1981.2 - 絵本・大型本著書

## ラジオドラマ
- NHK-FM ふたりの部屋 『時のない国その他の国』 全10回 脚色 東多江子 出演 森本レオ・北原遥子他 初回放送 1983.9.26～10.7